# بلاک چین

ساختار زنجیره‌بلوک

بلاک چین (همچنین به صورت بلاک‌چین و بلاکچین) (به انگلیسی: Blockchain) یا زنجیره‌بلوک، یک فناوری برای ثبت و ضبط داده‌ها به حساب می‌آید که به آن پایگاه داده نیز گفته می‌شود. این داده‌ها می‌توانند برای نمونه تراکنش‌های بانکی باشند یا اسناد مالکیت، قرارها، پیام‌های شخصی یا دیگر اطلاعات. یکی از ویژگی‌های زنجیره‌بلوک این است که کار ذخیرهٔ این داده‌ها بدون وجود یک مدیر و صاحب‌اختیار مرکزی امکان‌پذیر است و نمی‌توان با تخریب یک نقطهٔ مرکزی داده‌های ذخیره‌شده را تحریف یا نابود کرد که نام این ویژگی شبکه عمومی و غیرمتمرکز نام دارد. معروف‌ترین شبکه عمومی و غیرمتمرکزی که از این ویژگی زنجیره‌بلوک استفاده می‌کند، رمز ارز بیت‌کوین، آتریوم و تتر است.
زنجیره‌بلوک تراکنش‌های آنلاین امن را ساده می‌کند. زنجیره‌بلوک یک کتابخانهٔ دیجیتالی غیر متمرکز و توزیع شده است که برای ضبط تراکنش‌ها در میان رایانه‌های بسیاری استفاده می‌شود تا بتوان بدون تغییر تمام بلوک‌های بعدی و بدون همکاری شبکه مقادیر ثبت شده را با استفاده از پس‌انداز تغییر داد. این امر به شرکت کنندگان اجازه می‌دهد تا به بررسی و حسابرسی تراکنش‌های ارزان بپردازند.اصالت‌سنجی آن‌ها توسط همکاری جمعی توسط اشتراک منافع جمعی خود تأیید می‌شوند. نتیجه، یک گردش کار قوی است که عدم قطعیت شرکت کنندگان در مورد امنیت داده‌ها یک امر حاشیه‌ای است. استفاده از یک زنجیره‌بلوک ویژگی مشخص تکثیر بی‌نهایت از یک دارایی دیجیتال را حذف می‌کند. این ویژگی باعث می‌شود که هر واحد ارزش تنها یک بار منتقل می‌شود، و مشکل دیرینهٔ هزینه‌های دوگانه را حل کرده است. زنجیره‌بلوک به عنوان یک پروتکل رمزنگاری ارزش‌گذاری تعریف شده است. این تراکنش بر پایهٔ زنجیره‌بلوک می‌تواند سریع‌تر، امن‌تر و ارزان‌تر از سیستم‌های سنتی تکمیل شود. زنجیره‌بلوک می‌تواند حقوق عنوان را اختصاص دهد، زیرا رکوردی را فراهم می‌کند که باعث ارائه و پذیرش می‌شود.
زنجیرهٔ بستکی، پایگاه داده توزیع شده و مبتنی بر اجماع است که به صورت مستمر فهرستی از رکوردها (رده‌ها) را که هر کدام به گزینه‌های قبلی فهرست ارجاع می‌دهند، حفظ می‌کند و بدین وسیله در مقابله با تضعیف یا بازنگری غیرمجاز تقویت می‌شود. زنجیره‌بلوک خود زیر بخشی از فناوری‌های دفترکل توزیع شده (Distributed Ledger) است. زنجیره‌بلوک گونه‌ای از معماری‌های داده مورد استفاده در فناوری دفاتر کل توزیع شده است که در آن سوابق تراکنش‌ها در زنجیره‌های متصل به یکدیگر ذخیره می‌شوند.
در این فناوری با وجود کاربران متعددی که به‌طور هم‌زمان داده‌هایی را ثبت و اصلاح می‌کنند و ممکن است که آن داده‌ها با هم تداخل داشته باشند، شبکه قادر به حفظ یکپارچگی محتوای پایگاه داده است و طولانی‌ترین زنجیره انتخاب می‌شود و دیگر زنجیره‌ها نادیده گرفته می‌شوند. با توجه به ساختار داده‌ای رمزنگاری شده که زنجیره‌بلوک دارا می‌باشد، یکپارچگی بدون سازمان دهنده مرکزی حفظ می‌شود. در دفاتر کل توزیع شده مربوط به بیت‌کوین برای مرتب کردن تراکنش‌ها و ممانعت از تناقض یک مسئلهٔ ریاضی مطرح می‌شود که حل کردنش دشوار است اما پس از حل مسئله تأیید درست بودن راه حل آسان است به این سازوکار، اثبات کارکرد (Proof of work)می‌گویند. در روش زنجیره‌بلوک بیت‌کوین، کسی می‌تواند تراکنش‌های هر مرحله را مرتب کند که جواب این سؤال سخت را پیدا کرده باشد و هم‌زمان تغییراتی که قصد اعمال آن را دارد (بلوک جدید) با مراحل قبلی زنجیره تناقض نداشته باشد. شیوهٔ کشف عدم تناقض به این صورت است که تراکنش‌های هر بلوک وارد تابع هش می‌شوند و پاسخ آن تابع هش را همه دارند اگر کسی که تراکنش‌ها را مرتب و اضافه می‌کند حتی یک تغییر جزئی در تراکنش‌های قبلی تأیید شده ایجاد کند، جواب هش تراکنش‌ها تغییر می‌کند و بدون اینکه افراد نیاز باشد بدانند کدام بخش تغییر کرده می‌توانند با تغییر غیرمجاز مخالفت کنند.

## تاریخچه

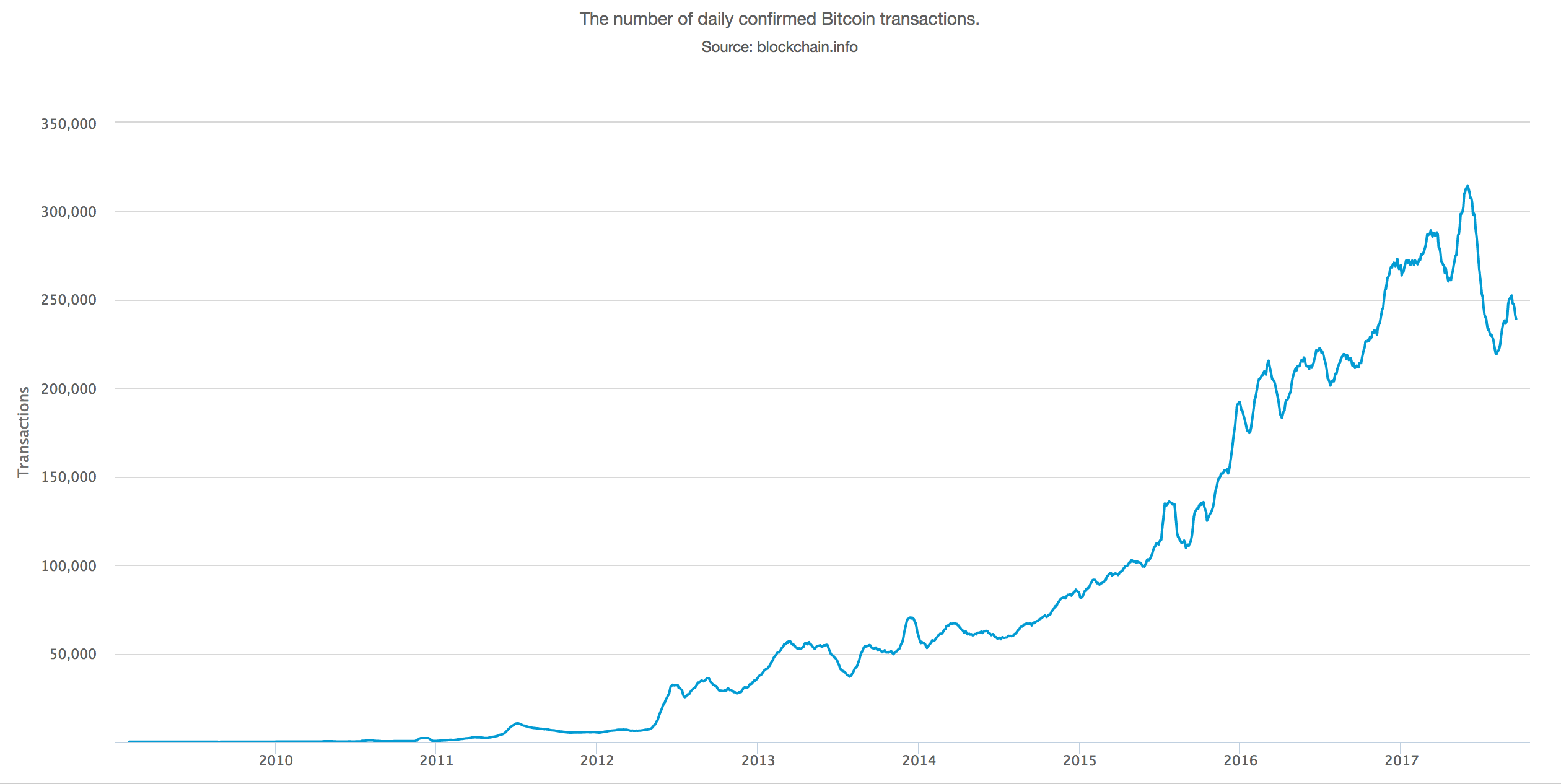
تراکنش‌های بیت‌کوین (ژانویه ۲۰۰۹ تا سپتامبر ۲۰۱۷)

نخستین کار روی زنجیره‌بلوک رمزنگاری شده امن در سال ۱۹۹۱ توسط استوارت هابر و اسکات استورنتا توصیف شد. در سال ۱۹۹۲، بایر، هابر و استورنتا درخت درهم‌سازی را به طراحی متصل ساختند، که باعث بهبود کارایی آن شده و اجازه می‌داد که چندین سند در یک بلوک جمع‌آوری شوند.
یک پایگاه داده زنجیره‌بلوک که به‌طور خودمختار مدیریت می‌شود از یک شبکه همتابه‌همتا و یک سرور زمانبندی توزیع شده‌استفاده می‌کند. نخستین زنجیره‌بلوک توسط یک فرد ناشناس یا گروهی شناخته شده به نام ساتوشی ناکاموتو در سال ۲۰۰۸ معرفی شد. یک سال بعد به عنوان یک جزء اصلی از بیت‌کوین (ارز دیجیتالی) اجرا شد، جایی که آن به عنوان سرفصل عمومی برای همهٔ تراکنش‌های در شبکه عمل می‌کرد. با استفاده از یک زنجیره‌بلوک، بیت‌کوین نخستین ارز دیجیتال بود که برای حل مشکل دوجانبه بدون نیاز به یک سرپرست قابل اطمینان و الهام بخش بسیاری از برنامه‌های اضافی بود.
با گذشت زمان، قابلیت‌های جدیدی به بلاک‌چین اضافه شد و این فناوری از حوزه مالی فراتر رفت. در سال 2015، معرفی اتریوم با قابلیت اجرای قراردادهای هوشمند، مسیر تازه‌ای برای بلاک‌چین باز کرد. قراردادهای هوشمند به کاربران اجازه می‌دادند توافقاتی را به‌صورت خودکار و بدون نیاز به واسطه اجرا کنند. این نوآوری بلاک‌چین را از یک ابزار مالی به بستری برای توسعه برنامه‌های غیرمتمرکز تبدیل کرد.

### تمرکززدایی
با ذخیره داده‌ها در سراسر شبکه، زنجیره‌بلوک خطراتی را که با ذخیره داده‌ها به‌طور مرکزی نگه داشته می‌شوند حذف می‌کند. زنجیره‌بلوک غیر متمرکز ممکن است از ارسال پیام اَد هاک و شبکه توزیع شده استفاده کند.
شبکه آن دارای نقاط متمرکز آسیب‌پذیری است که کراکرهای کامپیوتر می‌توانند از آن استفاده کنند؛ به همین ترتیب، هیچ نقطه مرکزی از شکست وجود ندارد. روش‌های امنیتی زنجیره‌بلوک شامل استفاده از رمزنگاری کلید عمومی است.:۵

### شفافیت
به دلیل ماهیت غیرمتمرکز زنجیره‌بلوک بیت‌کوین، همه تراکنش‌ها را می‌توان با داشتن یک گره شخصی یا با استفاده از جستجوگران زنجیره‌بلوک که به هر کسی امکان می‌دهد تراکنش‌ها به‌صورت زنده را ببیند، به‌طور شفاف مشاهده شود؛ هر گره کپی مخصوص خود از زنجیره را دارد که با تأیید و اضافه شدن بلوک‌های جدید، به روز می‌شود. این بدان معنی است که اگر بخواهید، می‌توانید بیت‌کوین را به هر کجا که برود ردیابی کنید.

## بلاک‌چین چگونه کار می‌کند؟[۲۴]
برای درک بهتر نحوه کار بلاک‌چین، ابتدا یک مثال واقعی از کاربرد آن می‌زنیم و سپس آن را با یک مثال ساده‌تر توضیح می‌دهیم.
به عنوان مثال فرض کنید می‌خواهید از طریق بیت‌کوین، مبلغی را به دوستتان منتقل کنید. در این فرآیند چه اتفاقی می‌افتد؟

### ثبت درخواست انتقال
شما درخواست انتقال بیت‌کوین را ایجاد می‌کنید. اطلاعات این درخواست شامل آدرس کیف پول شما (یک شناسه منحصربه‌فرد که مانند شماره حساب بانکی عمل می‌کند و برای ذخیره و ارسال ارز دیجیتال استفاده می‌شود)، آدرس کیف پول دوستتان، و مقدار انتقال است. آدرس کیف پول معمولاً به صورت یک رشته از اعداد و حروف طولانی است که برای هر کاربر منحصربه‌فرد است و امنیت تراکنش‌ها را تضمین می‌کند.

### تایید درخواست
زمانی که شما درخواست انتقال بیت‌کوین را ارسال می‌کنید، این درخواست به شبکه بلاک‌چین فرستاده می‌شود. در این شبکه، کامپیوترهای متعددی به نام گره‌ها (Nodes) وجود دارند. این گره‌ها وظیفه دارند درخواست شما را بررسی کنند تا مطمئن شوند:
- شما موجودی کافی در کیف پول دیجیتال خود دارید.
- اطلاعات تراکنش (مانند آدرس‌ها و مقدار انتقال) صحیح و قانونی است.

هر گره، تراکنش را تأیید یا رد می‌کند و تنها در صورتی که اکثریت گره‌ها صحت تراکنش را تأیید کنند، این درخواست معتبر شناخته شده و وارد مرحله بعدی می‌شود. این فرآیند به نام مکانیزم اجماع (Consensus Mechanism) شناخته می‌شود که امنیت و صحت تراکنش‌ها را تضمین می‌کند

### ایجاد بلاک جدید
پس از تأیید درخواست توسط گره‌های شبکه، اطلاعات تراکنش شما به همراه سایر تراکنش‌های تأییدشده در یک بلاک جدید ثبت می‌شود. این بلاک شامل سه بخش اصلی است:
- اطلاعات تراکنش این بخش شامل جزئیاتی مانند آدرس کیف پول فرستنده، آدرس کیف پول گیرنده، و مقدار بیت‌کوینی است که منتقل می‌شود.
- هش (Hash) یک کد منحصربه‌فرد که برای هر بلاک ایجاد می‌شود. این کد شبیه اثر انگشت دیجیتال عمل می‌کند و تغییر آن تنها با تغییر محتوای بلاک ممکن است، که بسیار دشوار است.
- هش بلاک قبلی این کد، هش بلاک قبلی را ذخیره می‌کند و به بلاک جدید اجازه می‌دهد تا به زنجیره متصل شود. این ویژگی تضمین می‌کند که بلاک‌ها به‌صورت زنجیره‌ای و ایمن به یکدیگر مرتبط باشند.

#### کد هش چیست؟
هش (Hash) یک کد منحصربه‌فرد است که از داده‌های موجود در یک بلاک تولید می‌شود و شبیه اثر انگشت دیجیتال عمل می‌کند. این کد توسط الگوریتم‌های ریاضی، مانند SHA-256، ایجاد می‌شود و هر تغییری در محتوای بلاک باعث تغییر کامل هش می‌شود. برای مثال، اگر بلاک شامل اطلاعاتی مانند آدرس فرستنده، آدرس گیرنده، و مقدار انتقال باشد، این اطلاعات به یک کد هش تبدیل می‌شوند، مانند:
6f1a2c9b4e5d6f7e8g1h9i2j3k4l5m6n
اگر حتی مقدار انتقال از 0.5 بیت‌کوین به 0.6 بیت‌کوین تغییر کند، کد هش جدید کاملاً متفاوت خواهد بود، مانند:
b7c3d5e8f2g1h9i3j4k7l2m5n6o8p1q
هش نه تنها امنیت داده‌ها را تضمین می‌کند، بلکه بلاک‌ها را به یکدیگر متصل می‌کند. هر بلاک شامل هش بلاک قبلی است، و این ویژگی باعث می‌شود هر تغییری در یک بلاک، کل زنجیره را تحت تأثیر قرار دهد. به همین دلیل، هش یکی از عناصر کلیدی امنیت و شفافیت در بلاک‌چین است.

### اضافه شدن بلاک به زنجیره
بعد از اینکه بلاک جدید توسط گره‌های شبکه تأیید شد، این بلاک به زنجیره بلاک‌چین اضافه می‌شود. اضافه شدن این بلاک به معنی تکمیل فرآیند تراکنش است. در این مرحله:
- بلاک جدید به بلاک قبلی متصل می‌شود و زنجیره‌ای از بلاک‌ها تشکیل می‌دهد. این اتصال از طریق هش بلاک قبلی انجام می‌شود که امنیت و یکپارچگی زنجیره را تضمین می‌کند.
- تمام گره‌های شبکه یک نسخه به‌روزرسانی‌شده از زنجیره بلاک‌چین دریافت می‌کنند و اطلاعات جدید در کل شبکه همگام‌سازی می‌شود.

در نهایت انتقال بیت‌کوین شما اکنون تکمیل شده است و اطلاعات تراکنش به‌صورت دائمی و غیرقابل تغییر در بلاک‌چین ثبت شده است.
برای فهم بهتر این موضوع، تمام فرآیندهای بالا را در قالب یک مثال ساده بررسی میکنیم. فرض کنید شما و دوستانتان یک دفترچه مشترک دارید که خریدهای گروهی را در آن ثبت می‌کنید. حالا ببینیم این دفترچه چگونه کار می‌کند.
- ثبت تراکنش فرض کنید شما خریدی انجام داده‌اید، مثلاً "3 بسته نان" خریده‌اید. اطلاعات این خرید (مانند کالا، مقدار و زمان خرید) را در دفترچه می‌نویسید. این کار مثل ثبت یک تراکنش در بلاک‌چین است.
- تأیید بعد از ثبت خرید، همه دوستانتان اطلاعات نوشته‌شده را می‌بینند و تأیید می‌کنند که این خرید واقعی است. این مرحله شبیه فرآیند تأیید تراکنش‌ها توسط گره‌های شبکه (Nodes) در بلاک‌چین است. اگر اطلاعات درست نباشد، اعضای گروه آن را نمی‌پذیرند.
- ایجاد صفحه جدید اطلاعات خرید شما به صفحه جدیدی از دفترچه اضافه می‌شود. این صفحه شامل مشخصات خرید (3 بسته نان)، شماره صفحه قبلی، و یک کد منحصربه‌فرد است که امکان تغییر آن را سخت می‌کند.
- اضافه شدن به زنجیره صفحه جدید به صفحات قبلی دفترچه متصل می‌شود و همه اعضای گروه نسخه‌ای از دفترچه را نزد خود به‌روزرسانی می‌کنند. این فرآیند، شبیه به اضافه شدن یک بلاک جدید به زنجیره بلاک‌چین است.

این فرآیند، همان چیزی است که در بلاک‌چین برای تراکنش‌های مالی (مثل بیت‌کوین) اتفاق می‌افتد، اما به جای دفترچه فیزیکی، از یک دفتر کل دیجیتال استفاده می‌شود که بین هزاران کامپیوتر در سراسر دنیا توزیع شده است.

## کاربردهای فناوری زنجیره‌بلوک
نخستین و معروف‌ترین استفاده از فناوری زنجیره‌بلوک در دفتر کل تراکنش‌های بیت‌کوین اتفاق افتاده است که الهام بخش ایجاد دیگر ارزهای رمز پایه (cryptocurrencies) و پایگاه‌های داده توزیع شده مستحکم شده است.
فناوری زنجیره‌بلوک خدمات مبتنی بر تراکنش را دگرگون خواهد کرد و در زمینه‌های زیر بکار گرفته خواهد شد:
- پول دیجیتال (Digital Currency)
- قرارداد هوشمند (Smart Contracts)
- اوراق بهادار (Securities)
- ثبت و نگهداری سوابق (Record Keeping)
- اینترنت اشیا (Internet of things)
- رای‌گیری‌های دیجیتال

این فناوری در گستره وسیعی از کاربردهای مالی و غیر مالی قابل استفاده است برای استفاده از زنجیره‌بلوک در صنعت، بورس اوراق بهادار، بیمه و بانکداری، پزشکی، مطالعات و پروژه‌های متعددی در جریان است. اینترنت اشیا توزیع شده، زیرساخت امنیتی بدون کلید، خادم‌های نام توزیع شده، دفاتر اسناد رسمی، ذخیره‌سازی توزیع شده و سیستم‌های آموزشی بعضی از کاربردهای این فناوری به‌شمار می‌آیند.

### ایستگاه‌های شارژ خودروهای برقی با استفاده از زنجیره‌بلوک
ایستگاه‌های شارژ خودروهای برقی عمدتاً در کنار خانه‌های افراد قرار گرفته است؛ بنابراین وقتی خانه را به سمت محل کار ترک می‌کنند، شارژر بلااستفاده می‌ماند. با استفاده از فناوری زنجیره‌بلوک می‌توان یک پلتفرم بدون واسطه طراحی کرد که به صاحبان خودروهای برقی امکان کسب درآمد از برق بلا استفاده را می‌دهد. رانندگان از طریق این فناوری دستگاه‌های شارژر را از صبح تا عصر به اشتراک می‌گذارند و از این طریق درآمد کسب می‌کنند. به این شکل تعداد ایستگاه‌های شارژ خودروهای برقی در کالیفرنیا از چند عدد به چند صد عدد رسیده است.

### مدیریت زنجیره تأمین
زنجیره‌بلوک یکی از اصلی‌ترین فناوری‌های نوآورانه است که انقلابی در مدیریت زنجیره تأمین دیجیتال ایجاد کرده است. از آنجا که زنجیره‌های تأمین پیچیده‌تر می‌شوند، گروگذاران بیشتری را نیز درگیر می‌کنند و عمدتاً به تعدادی از واسطه‌های خارجی متکی هستند، زنجیره‌بلوک به عنوان یک رقیب قدرتمند برای از هم پیچیدن همه داده‌ها، اسناد و تبادلات ارتباطی که در اکوسیستم زنجیره تأمین اتفاق می‌افتد، ظاهر شد.
در حالی که موارد استفاده از زنجیره تأمین زنجیره‌بلوک هنوز در حال ظهور هستند، تعدادی از نمونه‌های موفق نشان می‌دهند که مدیران می‌توانند مزایای بزرگی را از زنجیره‌بلوک دریافت کنند، از صرفه جویی در هزینه‌ها، ردیابی و افزایش کارایی تا مدل‌های عملیاتی جدید، برای مدیریت زنجیره تأمین، فناوری زنجیره‌بلوک مزیت‌های زیادی را به همراه دارد. زنجیره‌بلوک می‌تواند برای دنبال کردن حرکت کالاها، مبدأ آن‌ها، تعداد و … به کار رود. در نتیجه سطح جدیدی از شفافیت را برای اکوسیستم B2B به ارمغان می‌آورد. همچنین ساده کردن فرایندهایی مانند انتقال مالکیت، بیمه، فرایند تولید و پرداخت از دیگر مزایای استفاده از زنجیره‌بلوک است.
زنجیره‌بلوک می‌تواند ردیابی شفاف و دقیق‌تری از زنجیره تأمین را فراهم کند: سازمان‌ها می‌توانند دارایی‌های فیزیکی را دیجیتالی کرده و یک سابقه ثابت غیر متمرکز، از کلیه تراکنش‌ها ایجاد کنند تا امکان پیگیری دارایی‌ها از تولید تا تحویل، یا استفاده توسط کاربر نهایی را فراهم کند. افزایش شفافیت زنجیره تأمین دید بیشتری را هم برای مشاغل و هم برای مصرف‌کنندگان فراهم می‌کند.
زنجیره‌بلوک می‌تواند شفافیت زنجیره تأمین را به خصوص در زمینه‌هایی مانند تقلب در کالاهای با ارزش مانند الماس و داروهای دارویی کاهش یابد. زنجیره‌بلوک می‌تواند به شرکت‌ها کمک کند تا درک کنند که چگونه مواد اولیه و کالاهای نهایی از طریق هر پیمانکار فرعی منتقل می‌شود و زیان سود حاصل از تجارت تقلبی و بازار خاکستری را کاهش دهد و همچنین با کاهش یا از بین بردن تأثیر محصولات تقلبی، اعتماد به نفس را در کاربران نهایی در بازار افزایش می‌دهد.
علاوه بر این، مشاغل می‌توانند کنترل بیشتری بر ساخت قراردادهای برون سپاری شده داشته باشند. زنجیره‌بلوک به همه طرفهای یک زنجیره تأمین امکان دسترسی به همان اطلاعات را می‌دهد، به‌طور بالقوه ارتباطات را کاهش می‌دهد یا خطاهای داده را انتقال می‌دهد. زمان کمتری می‌تواند برای تأیید اعتبار داده‌ها صرف شود و بیشتر می‌تواند صرف ارائه کالاها و خدمات شود - یا بهبود کیفیت، کاهش هزینه یا هر دو.
سیستم زنجیره‌بلوک به ویژه در زمینه‌های زیر، به کار مدیریت زنجیره تأمین می‌آید:
- تدارکات (Procurement)
- منشأ و ردیابی (Provenance and traceability)
- پرداخت‌ها و قراردادهای دیجیتال (Digital payments and contracts)
- لجستیک (Logistics)
- ساخت (Manufacturing)

### زنجیره‌بلوک در خدمات سلامتی
زنجیره‌بلوک، کاربردهای متفاوتی در حوزهٔ سلامت و خدمات درمانی دارد. با استفاده از این فناوری، اطلاعات بیماران در محیطی امن ثبت و نگهداری می‌شود. یکی از مشکلاتی که پزشکان و مراکز درمانی با آن رو به رو هستند، دشواری انتقال اطلاعات بیماران است؛ که این موضوع ممکن است به اتفاقاتی ناگوار بینجامد. با استفاده از فناوری زنجیره‌بلوک، اطلاعات بیمار از یک بیمارستان به بیمارستانی دیگر یا سایر تیم درمان منتقل می‌شود.
زنجیره‌بلوک همچنین می‌تواند در ردیابی دارو و انتقال مطمئن‌تر آن نیز مؤثر باشد؛ زیرا می‌توان از این طریق مسیری را که دارو از محل تولید تا مقصد طی می‌کند، دنبال کرد.
می‌توان از این فناوری در دوران پاندمی کرونا برای ثبت اطلاعات کسانی که تست داده‌اند و بدنشان در برابر این ویروس ایمن بوده، استفاده کرد. این اطلاعات می‌تواند برای کارفرماها، دولت‌ها و شرکت‌های هواپیمایی مفید باشد. زنجیره‌بلوک همچنین به بیمارستان‌ها و مراکز درمانی کمک می‌کند تا تجهیزاتی که به آن نیاز دارند را ثبت کرده و با استفاده از این فناوری آن‌ها را تهیه کنند.

### زنجیره‌بلوک در اخذ مالیات‌ها
رویکردهای سنتی برای جمع‌آوری مالیات دارای نقص‌هایی است. فرار مالیاتی و کلاهبرداری نیز تقریباً در همه دولت‌ها شایع است. افراد و مشاغل می‌توانند از پیچیدگی‌های مالیاتی، برای اجتناب و فرار مالیاتی استفاده کنند.
فناوری زنجیره‌بلوک به دلیل غیرمتمرکز بودن، بدون واسطه بودن، شفافیت و امنیت، تأثیر زیادی در نحوه ثبت مالیات به خصوص مالیات بر ارزش افزوده داشته و به مبارزه با کلاهبرداری مالیاتی کمک خواهد کرد. این فناوری می‌تواند ساختار مالیاتی را به شدت تغییر دهد. این قابلیت به واسطه اجرای قراردادهای هوشمندی است که می‌توانند فرایند پرداخت، انتقال و ضبط دارایی را به صورت خودکار انجام دهند و محاسبات مربوط به مالیات کارآمدتر و با هزینه و زمان کمتری انجام شود. علاوه بر این زنجیره‌بلوک می‌تواند زمینه را برای سطوح پیشرفته تر شفافیت، امنیت و گزارش‌دهی فراهم کند.
تعریف زنجیره‌بلوک اغلب مالیات‌های غیرمستقیم را در ذهن متبادر می‌کند. این مالیات‌ها شامل مالیات‌های مبتنی بر مصرف از جمله مالیات بر ارزش افزوده (VAT)، مالیات بر کالا و خدمات (GST)، مالیات بر فروش، عوارض گمرکی و مالیات بر عوارض زیست‌محیطی است. این مالیات‌ها اغلب از زنجیره تراکنش‌ها و بدهی‌های مالیاتی آنها پیروی می‌کنند و تعهدات غالباً توسط رویدادهای کلیدی که باید به‌طور مستند ثبت و ضبط شوند، ایجاد می‌شوند. این وقایع شامل انجام یک خدمت یا تحویل کالا، انعقاد قرارداد، ساخت یک محصول و با یک عمل واردات یا صادرات کالا و خدمات می‌باشد.
از آنجا که تراکنش‌ها در زنجیره‌بلوک سابقه‌ای فوری و با قابلیت ردیابی دارند، زمان کار کارگزاران مالیاتی به شدت کاهش می‌یابد. به جای ثبت و بررسی سوابق بانکی در ماه‌های سال، می‌توان از قرارداد هوشمند برای پرداخت مالیات بر مبادله، به صورت خودکار استفاده کرد. این فرایند باعث صرفه‌جویی در زمان و هزینه می‌شود؛ زیرا دولت نیازی به صرف منابع زیادی برای جمع‌آوری و سازماندهی مالیات‌ها ندارند. همچنین تکمیل اظهارنامه مالیاتی نیز فرایندی طولانی و خسته کننده برای شهروندان نخواهد بود.

## مسائل حقوقی فناوری زنجیره‌بلوک
وکلا و حقوقدانان می‌توانند از فناوری زنجیره‌بلوک برای افزایش بهره‌وری رویه‌های کاری خود استفاده کنند و از قابلیت‌های امضای دیجیتال و ذخیره مانای اسناد حقوقی بهره‌مند شوند. استفاده از قراردادهای هوشمند و مدیریت خودکار توافقنامه‌ها می‌تواند زمان لازم برای آماده‌سازی، شخصی‌سازی و نگهداری اسناد قانونی را برای فعالان امور قضایی کاهش دهد و به صرفه‌جویی در زمان و هزینه نهایی تحمیل‌شده به موکلان بینجامد. افزون‌براین، زنجیره‌بلوک با کاستن از پیچیدگی‌های رویه‌های دادرسی و کاهش هزینه‌ها می‌تواند دسترسی به نظام قضایی را برای شهروندان تسهیل کند.
مراکز سیاست پژوهی مختلف دنیا در تلاش برای درک فرصت‌ها و تهدیدهای فناوری زنجیره‌بلوک برای منافع ملی خودشان هستند. همه کشورهای عضو شورای امنیت از جمله، روسیه، چین، فرانسه، ایالات متحده آمریکا و انگلیس در مراکز سیاست پژوهی پارلمانی و دولتی خود در حال ارزیابی این فناوری و راه‌های به‌کارگیری آن هستند. ارزیابی مرکز پژوهش‌های مجلس شورای اسلامی جمهوری اسلامی ایران نشان می‌دهد که بسیاری از قوانین و مقررات مصوب در ایران که زمانی نسبت به فناوری خنثی تصور می‌شدند امروزه به صورت‌های متنوعی قابل اجرا خواهند بود، یعنی قانونگذاران از یک طریقه اجرای قانون که با فناوری آن عصر قابل اجرا بوده است حمایت کرده‌اند و فناوری زنجیره‌بلوک در صورت عملیاتی شدن می‌تواند تغییر بسیاری از قوانین کشور ایران را ممکن سازد. تغییر ساختار از متمرکز به توزیع شده یکی روندهایی است که این فناوری در اجرایی سازی آن کمک خواهد کرد. استفاده از این فناوری در انتخابات و رای‌گیری که نیازمند همکاری دو دستگاه شورای نگهبان و وزارت کشور است نیز قابل بررسی ذکر شده است. گرچه مخاطرات امنیتی به‌کارگیری این فناوری در بعضی منابع مورد بررسی قرار گرفته است.

## برگزاری مجلس سنای آمریکا با زنجیره‌بلوک
علی‌رغم وجود چند ساله این ایده و حتی رخ دادن اقداماتی عملی در راستای پیاده‌سازی آن، رای‌گیری و برگزاری انتخابات سیاسی و شهروندی بر مبنای زنجیره‌بلوک (حداقل با فناوری و راهکارهای کنونی) غیرممکن و غیر کاربردی می‌نماید. اشکالاتی بنیادی متوجه این ایده است، اشکالاتی که به ذات فناوری زنجیره‌بلوک و غیر متمرکز بودن بر می‌گردد. از جمله ایرادات می‌توان به این موارد اشاره کرد:
- نیاز به شناسایی و تأیید هویت متمرکز

برای کسب اطمینان از صحت روند انتخابات باید یک نهاد متمرکز رای‌دهندگان را تأیید هویت کند. در غیر این صورت نمی‌توان با قاطعیت فهمید آیا تمام واجدین شرایط یک حق رای دریافت کرده‌اند یا هنگام فوت یک شخص حق رای از او سلب شود و مسائلی از این قبیل. ورود چنین قدرتی جنبه غیر متمرکز بودن رای‌گیری با زنجیره‌بلوک را زیر سؤال می‌برد و هزینه‌های اجرایی متعددی را نیز تحمیل می‌کند. در حقیقت همچنان در رای‌گیری با زنجیره‌بلوک به یک نهاد قدرت متمرکز با توانایی اعطا و سلب حق رای نیاز است.
- امکان اعمال نفوذ و دستکاری گسترده

اعمال مجرمانه ای مانند خرید رای یا اجبار به انتخاب شخصی خاص در این روش می‌تواند بسیار آسان و در سطحی گسترده رخ دهد چرا که دیگر احتیاجی به حضور فیزیکی در مراکز رای‌گیری و … نیست. خرابکاران می‌توانند با پرداخت پول حق رای شهروندی را تا انتها عمرش در اختیار بگیرند و به جای او رای دهند یا شرکتی با تهدید به اخراج یا کسر حقوق بالاجبار کارکنانش را به انتخاب شخصی خاص سوق دهد.
- نبود زیرساخت فنی و دانش عمومی

حتی در کشورهای توسعه یافته بسیاری از مناطق دارای پوشش مخابراتی نیستند و طبیعتاً حق رای از ساکنان این مناطق سلب خواهد شد یا این فرایند با سختی مواجه خواهد شد. روی دیگر عدم دانش عمومی نسبت به فناوری زنجیره‌بلوک و توانایی کارکردن با دستگاه‌های الکترونیک است.
- تهدیدات تکنولوژی محور

زنجیره‌بلوک فناوری نسبتاً جدیدی است و نگرانی‌های متعددی در مورد آن وجود دارد و می‌توان به روش‌های متعددی در آن خلل ایجاد کرد که در فرایند انتخابات ابداً پذیرفته شده نیست.
- تهدید ناشناس بودن رای‌دهنده

زمانی که شخصی به صورت متمرکز تأیید هویت شود، امکان شناسایی و رهگیری انتخاب‌هایش بر اساس شفافیت زنجیره‌بلوک فراهم می‌شود. طبیعتاً این اقدام نقض حریم خصوصی بسیاری است و می‌تواند زمینه را برای اعمال نفوذهای متعددی را فراهم کند. برای مثال حزب سیاسی خاصی، رای‌دهندگان به دیگر احزاب را به طریقی تنبیه کند.

## پیش‌بینی‌ها
گزارش مجمع جهانی اقتصاد از سپتامبر ۲۰۱۵ پیش‌بینی کرد که تا سال ۲۰۲۵، ده درصد تولید ناخالص داخلی جهان بر روی تکنولوژی زنجیره‌بلوک ذخیره خواهد شد.